# Tijdlijn van de Oekraïense geschiedenis
Dit is een tijdlijn van het geschiedkundig verhaal van het gebied van het huidige Oekraïne.

## Voor Christus

### 40e millenium v.Chr.
| Jaar                 | Tijdperk           | Gebeurtenis |
| -------------------- | ------------------ | --- |
| 40.000-12.000 v.Chr. | Laat-paleolithicum | Het land wordt bewoond door neanderthalers en Europese vroege moderne mensen. Bij Mezin bevatten vondsten enige van de oudste muziekinstrumenten ter wereld. |

### 11e millenium v.Chr.
| Jaar               | Tijdperk    | Gebeurtenis |
| ------------------ | ----------- | --- |
| 11.000-3000 v.Chr. | Neolithicum | De bewoners van het grondgebied leven voornamelijk aan de kust van de Zwarte Zee en de Zee van Azov, in het bijzonder op de Krim, en aan de oevers van de grote rivieren. |

### 5e millenium v.Chr.
| Jaar             | Tijdperk    | Gebeurtenis |
| ---------------- | ----------- | --- |
| 4500-3200 v.Chr. | Neolithicum | De Sredny Stogcultuur uit de Pontische steppe is een van de vroegste culturen waarin resten zijn gevonden die duiden op de domesticatie van het paard. In de stad Zaporizja zijn veel vondsten gedaan.                          |
| 4500-3000 v.Chr. | Neolithicum | Belangrijke vondsten van de Cucutenicultuur bij de archeologische vindplaats Poduri en Čučuteni in Roemenie en bij het Oekraïense dorp Trypillia, met dertien bewoningsniveaus die gedurende vele jaren op elkaar zijn gebouwd. |

### 4e millenium v.Chr.
| Jaar             | Tijdperk  | Gebeurtenis |
| ---------------- | --------- | --- |
| 3700-2200 v.Chr. | Kopertijd | De Kemi-Obacultuur is een archeologische cultuur op het grondgebied van de noordelijke kuststreek van de Zee van Azov, de regio rond de Beneden-Dnjepr en de Krim. |
| 3600-2300 v.Chr. | Kopertijd | De nomadische Jamnacultuur, tussen de Zuidelijke Boeg, de Dnjestr en de Oeral. Dicht bij de rivieren wordt wat landbouw beoefend en er zijn wat forten op heuvels. |

### 3e millenium v.Chr.
| Jaar             | Tijdperk  | Gebeurtenis |
| ---------------- | --------- | --- |
| 2700-2100 v.Chr. | Bronstijd | De Poltavkacultuur in het gebied van de Midden-Wolga, van het Wolga-Donkanaal tot de Boog van Samara in Rusland en in het oosten tot de grens van Kazachstan en in het dal van de Samara tot Orenburg. |
| 2300 v.Chr.      | Bronstijd | De Catacombencultuur in het huidige Oekraïne en Zuid-Rusland. |

### 2e millenium v.Chr.
| Jaar             | Tijdperk  | Gebeurtenis                                            |
| ---------------- | --------- | ------------------------------------------------------ |
| 1600-1200 v.Chr. | Bronstijd | Sroebnacultuur in het oosten van het huidige Oekraïne. |

### 1e millenium v.Chr.
| Jaar                    | Tijdperk  | Gebeurtenis |
| ----------------------- | --------- | --- |
| 900-650 v.Chr.          | IJzertijd | De Tsjernogorovsk (900-750 v.Chr.) en Novotsjerkasskcultuur (750-650 v.Chr.) zijn steppeculturen uit de vroege ijzertijd in Oekraïne en Rusland, tussen de Proet en de Beneden-Don aan de noordelijke kust van de Zwarte Zee. |
| 3e eeuw v.Chr.- 1e eeuw |           | De Zaroebyntsicultuur is een archeologische cultuur in het gebied ten noorden van de Zwarte Zee langs de bovenste en middelste Dnjepr en Pripjat, en in het westen tot aan de Zuidelijke Boeg.                                |

## Na Christus

### 1e eeuw
| Jaar                   | Datum | Gebeurtenis         |
| ---------------------- | ----- | ------------------- |
| 3e eeuw v.Chr- 1e eeuw |       | Zaroebyntsicultuur. |

### 2e eeuw
| Jaar       | Datum | Gebeurtenis |
| ---------- | ----- | --- |
| 2e-5e eeuw |       | Kievcultuur op het grondgebied van het huidige Oekraïne, Rusland en Wit-Rusland. Ze wordt beschouwd als de vroegste archeologische cultuur die met enige zekerheid als Slavisch te identificeren is. |
| 2e-5e eeuw |       | Tsjernjachivcultuur in een groot gebied van Oost-Europa, met name in het huidige West-Oekraïne, Roemenië, Moldavië, en delen van Wit-Rusland.                                                        |

### 3e eeuw
| Jaar       | Datum | Gebeurtenis                         |
| ---------- | ----- | ----------------------------------- |
| 2e-5e eeuw |       | Kievcultuur en Tsjernjachivcultuur. |

### 4e eeuw
| Jaar       | Datum | Gebeurtenis                         |
| ---------- | ----- | ----------------------------------- |
| 2e-5e eeuw |       | Kievcultuur en Tsjernjachivcultuur. |

### 5e eeuw
| Jaar       | Datum | Gebeurtenis                         |
| ---------- | ----- | ----------------------------------- |
| 2e-5e eeuw |       | Kievcultuur en Tsjernjachivcultuur. |

### 6e eeuw
| Jaar         | Datum | Gebeurtenis |
| ------------ | ----- | --- |
| 6e-9e eeuw   |       | De Slavische Poljanen stichten Kiev (volgens de kronieken). Ze wonen aan beide zijden van de Dnjepr, van Ljoebetsj (in de huidige oblast Tsjernihiv) tot Roden (bij Kaniv) en aan de benedenlopen van de Ros, Soela, Stoehna, Teteriv, Irpin, Desna en Pripjat.                                |
| 6e-7e eeuw   |       | Vorming van het Land van de Roes in het noordelijke deel van het huidige Oekraïne, Wit-Rusland, het noordwestelijk deel van Rusland en oostelijke delen van Polen. |
| Eind 6e eeuw |       | De Westelijke en Zuidelijke Slaven splitsen zich af van de Vroege Slaven. De Oostelijke Slaven, waarvan de eerste Oekraïners deel uit maken, blijven achter in het oostelijke oorsprongsgebied en breiden zich uit naar het noorden en oosten tussen de Dnjestr, de Don en de Severski Donets. |

### 7e eeuw
| Jaar       | Datum | Gebeurtenis                       |
| ---------- | ----- | --------------------------------- |
| 6e-7e eeuw |       | Vorming van het Land van de Roes. |

### 8e eeuw
| Jaar         | Datum | Gebeurtenis |
| ------------ | ----- | --- |
| Eind 8e eeuw |       | Ontstaan van de handelsroute van de Varjagen (Vikingen) naar de Grieken, een handelsroute die vrijwel geheel over water gaat en die Scandinavië met het Byzantijnse Rijk verbind. |
| 8e-9e eeuw   |       | Vorming van Kievse Roes. |

### 9e eeuw
| Jaar | Datum | Gebeurtenis |
| ---- | ----- | --- |
| 862  |       | Traditionele datum van de 'Uitnodiging van Slavische stammen aan de Varjagen', (de Vikingen Rurik, Sineus en Truvor) om over hen te heersen. De halflegendarische Vikingvorst Rurik vestigt de Dynastie der Ruriken iets ten noorden van het huidige Novgorod. |
| 865  |       | Companen van Rurik, de legendarische Vikingen Askold en Dir, veroveren Kiev. |
| 879  |       | Overlijden van Rurik. De Varjaag Oleg de Wijze komt aan in Novgorod en treed op als regent voor Igor van Kiev (zoon van Rurik). |
| 882  |       | Begin van het Kievse Rijk. Oleg de Wijze verplaatst de hoofdstad van het rijk van Novgorod naar Kiev, na de moord op Askold en Dir en zijn verovering van Kiev. Het begin van de Ruriken-dynastie in Kiev.                                                     |

### 10e eeuw
| Jaar     | Datum | Gebeurtenis |
| -------- | ----- | --- |
| 912-945  |       | De Varangische prins (knjaz) Igor van Kiev is vorst van Kiev. |
| 945-969  |       | Olga van Kiev treed op als regent voor Svjatoslav I (zoon van Igor van Kiev).                                                                                                |
| ca. 955  |       | Olga van Kiev bekeert zich tot het christendom. |
| 969-972  |       | Svjatoslav I is grootvorst van Kiev. |
| 972-978  |       | Jaropolk I is grootvorst van Kiev. |
| 978      |       | Vladimir de Grote is heerser van Kiev na het omverwerpen van zijn broer Jaropolk I.                                                                                          |
| 980-1015 |       | Vladimir de Grote is grootvorst van Kiev. |
| 988      |       | Vladimir sluit een alliantie met keizer Basileios II van het Byzantijnse rijk, trouwt met zijn zus Anna, en bekeert zich tot het christendom. Kerstening van de Kievse Roes. |
| 989-996  |       | Bouw van de Kerk van de Tienden in Kiev. |

### 11e eeuw
| Jaar      | Datum | Gebeurtenis |
| --------- | ----- | --- |
| 1015-1019 |       | Interne strijd om de troon van Kiev. |
| 1016      | dec.  | Slag bij Ljoebetsj; Jaroslav verslaat zijn broer Svjatopolk. |
| 1019-1054 |       | Regering van Jaroslav de Wijze in Kiev; om zijn macht te versterken en orde te scheppen in sociale en juridische relaties in zijn rijk, zorgde Jaroslav voor de samenstelling van het eerste wetboek van de Roes, genaamd Pravda Jaroslava, het oudste deel van de Ruskaia Pravda. |
| 1037      |       | Begin van de bouw van de Sint-Sofiakathedraal in Kiev. |
| 1049      |       | Huwelijk van Jaroslavs dochter, Anna van Kiev, met Hendrik I van Frankrijk. |
| 1051      |       | Sint-Hilarion wijdt de metropoliet van Kiev in zonder goedkeuring van het Oecumenisch patriarchaat van Constantinopel. |
| 1054      |       | Het Oosters Schisma leidt tot de scheiding van orthodoxe en katholieke kerk. |
| 1056-1057 |       | Creatie van het Ostromir Evangelium (oudst gedateerde Oost-Slavische manuscript). |
| 1097      |       | Vladimir Monomach organiseert het Concilie van Ljoebetsj (bij Tsjernihiv), ook wel bekend als het Congres van de prinsen van Roes. Het Kievse Rijk wordt verdeelt onder de prinsen.                                                                                                |

### 12e eeuw
| Jaar          | Datum | Gebeurtenis |
| ------------- | ----- | --- |
| 1108-1113     |       | Bouw van het Sint-Michielsklooster met de Gouden Koepel in Kiev.                                                           |
| 1113-1125     |       | Vladimir Monomach is Grootvorst van Kiev.                                                                                  |
| 1117          |       | Compilatie van Monomach's Pouchenie (instructies).                                                                         |
| 1125-1132     |       | Mstislav I is Grootvorst van Kiev.                                                                                         |
| 1146          |       | Izjaslav II van Kiev is Grootvorst van Kiev.                                                                               |
| 1149          |       | Joeri Dolgoroeki is grootvorst van Kiev.                                                                                   |
| 1187          |       | Eerste gebruik van de term 'Oekraïne' (in de Kievse kroniek) om de zuidelijke regio's Kiev en Perejaslav te identificeren. |
| 1199          |       | Eenwording van Galicië en Wolynië; oprichting van het Vorstendom Galicië-Wolynië.                                          |
| eind 12e eeuw |       | Schrijven van het Igorlied.                                                                                                |

### 13e eeuw
| Jaar      | Datum | Gebeurtenis                                                                   |
| --------- | ----- | ----------------------------------------------------------------------------- |
| 1203-1205 |       | Roman Mstislavitsj is grootvorst van Kiev.                                    |
| 1238-1264 |       | Regering van Daniel van Galicië in Halytsj en Chełm.                          |
| 1239      |       | Daniel van Galicië breidt zijn heerschappij uit tot Kiev.                     |
| 1240      | nov.  | Beleg van Kiev. Vernietiging van Kiev door de Gouden Horde.                   |
| 1240      |       | Vroege 13e-eeuwse compilatie van het Paterikon van het Holenklooster van Kiev |
| 1253      |       | Kroning van Daniel van Galicië door afgevaardigden van Paus Innocentius IV.   |
| 1256      |       | Oprichting van Lviv door koning Daniel van Galicië.                           |
| 1264      |       | Lev van Galicië wordt koning van Galicië.                                     |

### 14e eeuw
| Jaar          | Datum | Gebeurtenis |
| ------------- | ----- | --- |
| 1303          |       | Oprichting van de metropoliet van Halytsj. |
| 1320          |       | Yoeri van Galicië wordt koning van Galicië. |
| 1330          |       | Yoeri van Galicië trouwt met de Litouwse prinses Eufemija, dochter van Gediminas, grootvorst van grootvorstendom Litouwen. |
| 1349          |       | Koninkrijk Polen annexeert het grootste deel van het Vorstendom Galicië-Wolynië. |
| 1352          |       | Verdeling van het Vorstendom Galicië-Wolynië tussen Polen en grootvorstendom Litouwen. |
| 1354          |       | Het Oecumenisch patriarchaat van Constantinopel benoemt de metropoliet van Kiev Alexis van Kiev, tot metropoliet van Moskou en heel Roes' in Vladimir aan de Kljazma (Vladimir)                                                                                              |
| 1362          |       | Overwinning op de Tataren door de Litouwse prins Algirdas in de Slag van de Blauwe Wateren bij de Zuidelijke Boeg. Definitieve annexatie van de regio's Kiev en Perejaslav, Wolynië en Podilië door het Grootvorstendom Litouwen; annexatie Tsjernihiv later in de 14e eeuw. |
| ca. 1371      |       | Herstel van de metropoliet van Halytsj. |
| 1378          |       | De laatste koning van Galicië, Volodyslav Fedorovitsj sterft. |
| 1385          |       | Unie van Krevo tussen Koninkrijk Polen en grootvorstendom Litouwen. |
| 1387          |       | Officiële introductie van het katholicisme in grootvorstendom Litouwen. |
| 1387-18e eeuw |       | Koninkrijk Polen heerst over Galicië. |

### 15e eeuw
| Jaar | Datum | Gebeurtenis |
| ---- | ----- | --- |
| 1414 |       | Dood van de Podilaanse Prins Fedir Korijatovytsj in Moekatsjevo. |
| 1434 |       | Galicië volledig opgenomen door Koninkrijk Polen; De groothertog van Litouwen, Sigismund I st Kęstutaitis, verleent gelijke rechten aan de orthodoxe en katholieke edelen van Litouwen. |
| 1439 |       | Concilie van Ferrara-Florence, niet erkend door de orthodoxe kerk in Oost-Slavische landen.                                                                                             |
| 1443 |       | Het Kanaat van de Krim scheidt zich af van de Gouden Horde; oprichting van Giray dynastie.                                                                                              |
| 1471 |       | Afschaffing van het vorstendom Kiev. |
| 1475 |       | Het Kanaat van de Krim wordt een vazal van het Ottomaanse Rijk. |
| 1482 |       | Kiev overvallen door Krim Khan Mengli Giray. |
| 1483 |       | Druk van het eerste boek van een Oekraïense auteur in Rome: Judicium prenosticon Magistri Georgii Drogobicz de Russia van Yoeri Kotermak-Drohobytsj.                                    |
| 1492 |       | Vroegste documentatie met vermelding van de Kozakken. |

### 16e eeuw
| Jaar          | Datum               | Gebeurtenis |
| ------------- | ------------------- | --- |
| 1507-1508     |                     | Mykhailo Hlynsky's opstand tegen Sigismund I van Polen. |
| 1529          |                     | Vroegste vermelding van de Opryshoks, groepen sociale bandieten actief in de Oekraïense regio's van de Karpaten van de 16e eeuw tot het begin van de 19e eeuw.                                   |
| ca. 1550      |                     | Oprichting van de Zaporozka Sitsj door Dmytro Vysjnevetsky op het eiland Chortytsja onder de Dnipro stroomversnellingen.                                                                         |
| ca. 1552-1563 |                     | Hetmanaat van Dmytro Vysjnevetsky. |
| 1556-1561     |                     | Vertaling van het Peresopnytsia Gospel, een van de meest ingewikkelde overgebleven Oost-Slavische manuscripten.                                                                                  |
| 1569          |                     | Unie van Lublin, grootvorstendom Litouwen fuseert met Koninkrijk Polen door het vormen van het Pools-Litouwse Gemenebest (1569-1795)                                                             |
| 1574          | feb.                | Druk van het eerste boek dat op het grondgebied van het huidige Oekraïne is gedrukt. Ivan Fedorov drukt het boek Apostel in Lwów (Lviv).                                                         |
| 1576          |                     | Oprichting van de Ostroh Academie, in Ostroh, Pools-Litouwse Gemenebest. Het wordt beschouwd als de eerste instelling voor hoger onderwijs in Oekraïne en Oost-Europa.                           |
| 1581          |                     | Publicatie van de Ostrog-bijbel, een Oost-Slavische vertaling van de Bijbel, gepubliceerd in Ostroh, Pools-Litouwse Gemenebest.                                                                  |
| 1587          |                     | Het Lviv Assumptie Broederschap krijgt het recht van Stauropegion. |
| 1591-1593     | dec. 1591- mei 1593 | Kozakkenopstand tegen de Poolse heerschappij onder leiding van Krzysztof Kosiński. |
| 1594-1596     | jul. 1594-mei 1596  | Kozakkenopstand onder leiding van Severyn Nalyvaiko. |
| 1596          | okt.                | De Unie van Brest en de oprichting van de Oosters-katholieke kerk of Oekraïense Grieks-Katholieke Kerk waren het gevolg van de Contrareformatie en markeerde het begin van de religieuze strijd. |

### 17e eeuw
| Jaar       | Datum                            | Gebeurtenis |
| ---------- | -------------------------------- | --- |
| 1606-1622  |                                  | Hetmanaat van Petro Sahaidatsjny van de Zaporozka Sitsj. |
| 1619       |                                  | Meletius Smotrytsky publiceert Hrammatiki Slavenskiia Pravilnoe Syntagma, de systematisering van het Kerkslavisch. |
| 1620       | 27 sep.-9 okt. (O.S. 17-29 sep.) | Slag bij Cecora: Turco-Tataarse troepen verslaan het Poolse leger. |
| 1620       | okt.                             | Patriarch Theophanes van Jeruzalem III wijdt de nieuwe orthodoxe hiërarchie in Kiev in. |
| 1621       | 1-28 sep. (O.S. 22 aug.-18 sep.) | Slag van Khotyn, Kozakken en Poolse troepen verslaan het Turco-Tataarse leger. |
| 1625       | sep.-okt.                        | Kozakkenopstand onder leiding van Marko Zjmaylo. |
| 1630       |                                  | Begin massale nederzetting van Sloboda-Oekraïne. |
| 1630       | mrt.-mei                         | Kozakkenopstand onder leiding van Taras Fedorovytsj. |
| 1632       |                                  | Stichting van de Nationale Universiteit Kiev-Mohyla Academie in Kiev. |
| 1632-1647  |                                  | Petro Mohyla leidt een orthodoxe revival als metropoliet van Kiev |
| 1633       | mrt.                             | Het Dieet van Polen bekrachtigt maatregelen voor de huisvesting van de Roetheense natie. |
| 1637       |                                  | Kozakkenopstand onder leiding van Pavlo Pavlioek. |
| 1638       | mrt.-jul.                        | De Ostryanyn-kozakkenopstand tegen het Pools-Litouwse Gemenebest. |
| 1646       | 24 apr.                          | De Unie van Oezjhorod vestigt een Unie Kerk in Karpato-Roethenië. In 1648 wordt de Unie door de oosterse bisschoppen goedgekeurd tijdens een synode in Tyrnov maar niet geratificeerd door Rome. In 1655 echter benoemd Rome Petro Parfeni tot bisschop van Moekatsjevo, waardoor de Unie officieel wordt. |
| 1648-1657  |                                  | Chmelnytskyopstand; Begin van de bevrijding van Oekraïne van de Poolse heerschappij onder leiding van de kozakken hetman Bohdan Chmelnytsky. |
| 1648-1782  |                                  | De Kozakkenopstand tegen de Poolse overheersing vestigt het Kozakken-Hetmanaat, in Oekraïne beschouwd als de voorloper van de moderne onafhankelijke staat. |
| 1649       | 18 aug. (O.S. 8 aug.)            | Verdrag van Zboriv tussen de Kozakken en het Pools-Litouws Gemenebest. |
| 1654       | 18 jan. (O.S. 8 jan.)            | Bohdan Chmelnytsky ondertekent het Verdrag van Perejaslav met Moskou; begin van de transformatie van het Hetmanaat in een vazal van Rusland. |
| 1654       | 24 mrt. (O.S. 14 mrt.)           | Artikelen van Bohdan Chmelnytsky uitgegeven in Moskou. |
| 1657       |                                  | Zweeds-Oekraïense coalitie tegen Tsaardom Rusland. |
| 1657-1687  |                                  | De ruïne. Deze periode wordt gekenmerkt door voortdurende strijd, burgeroorlog en buitenlandse interventie door buren van Oekraïne. |
| 1657       | 16 okt. (O.S. 6 okt.)            | Verdrag van Korsun tussen het Kozakken-Hetmanaat en Zweden. |
| 1658       | 16 sep. (O.S. 6 sep.)            | Het Verdrag van Hadiatsj voorziet een Groothertogdom Roes' in het Pools-Litouwse Gemenebest. (Niet geïmplementeerd). |
| 1659       | 8-9 jul. (O.S. 28-29 jun)        | Slag bij Konotop; Kozakken troepen verslaan binnenvallend Moskovisch leger. |
| 1659       | 27 okt. (O.S. 17 okt.)           | Yoeri Chmelnytsky ondertekent Perejaslav-artikelen. |
| 1660- 1663 |                                  | Yakym Somko hetmanaat in Linkeroever-Oekraïne. |
| 1663- 1665 |                                  | Pavlo Teteria hetmanaat in Rechterover-Oekraïne |
| 1663       | 27-28 jun. (O.S. 17-18 jun.)     | De Zwarte raad in Nizjyn kiest Ivan Brioekhovetsky als hetman van Linkeroever-Oekraïne (tot 1668). |
| 1663       |                                  | Twee hetmanaten in Oekraïne. Het hetmanaat van Linkeroever-Oekraïne van Dnipro - in coalitie met Tsaardom Rusland; Het hetmanaat van Rechteroever-Oekraïne - tegen Tsaardom R Rusland. |
| 1665- 1676 |                                  | Hetmanaat van Petro Dorosjenko in rechteroever-Oekraïne. |
| 1665       | 21 okt.(O.S. 11 okt.)            | Ivan Brioekhovetsky ondertekent de Moskou-artikelen. |
| 1667       | 9 feb. (O.S. 30 jan.)            | De strijdende partijen sluiten het Verdrag van Androesovo; de gebieden ten oosten van de Dnjepr worden een onderdeel van Rusland. In dit uitgestrekte gebied, ook wel Linkeroever-Oekraïne genoemd, wordt het Kozakken-Hetmanaat opgericht dat een zekere mate van zelfbestuur kent onder de soevereiniteit van de Russische keizer. Onder de keizerlijke invloed wordt oostelijk Oekraïne geleidelijk gerussificeerd. |
| 1668- 1672 |                                  | Demjan Mnohohrisnijt hetmanaat in Linkeroever-Oekraïne. |
| 1672-1687  |                                  | Ivan Samoilovytsj hetmanaat in Linkeroever-Oekraïne. |
| 1673-1676  |                                  | Turks-Poolse oorlog om de controle over Rechteroever-Oekraïne. |
| 1677-1681  |                                  | Turco-Moskovieten oorlog om de controle over de Rechteroever-Oekraïne. |
| 1685       |                                  | De metropoliet van Kiev is ondergeschikt aan de patriarch van Moskou. |
| 1686       | 16 mei (O.S. 6 mei)              | Het verdrag van de Eeuwige Vrede tussen Moskovië en Pools-Litouwse Gemenebest, ondertekend in Moskou, maakt een einde aan 37 jaar oorlog met het Ottomaanse Rijk in wat nu Oekraïne is, en verdeelt het Hetmanaat. |
| 1687-1708  |                                  | Hetmanaat van Ivan Mazepa in Linkeroever-Oekraïne. |
| 1699       | jun.                             | Het Dieet van Polen verbiedt het Kozakkendom in Rechteroever-Oekraïne. |

### 18e eeuw
| Jaar       | Datum                      | Gebeurtenis |
| ---------- | -------------------------- | --- |
| 1700- 1721 |                            | Noordelijke Oorlog tussen Rusland en Zweden. |
| 1702- 1704 |                            | Kozakkenopstand in Rechteroever-Oekraïne onder leiding van Semen Pali.                                                                                            |
| 1707       |                            | Ivan Mazepa begint geheime onderhandelingen met Karel XII van Zweden.                                                                                             |
| 1708- 1722 |                            | Hetmanaat van Ivan Skoropadsky in Linkeroever-Oekraïne. |
| 1709       | 8 jul.(O.S. 27 jun.)       | Slag bij Poltava; troepen van Peter I verslaan Karel XII en Ivan Mazepa.                                                                                          |
| 1710       | 16 apr. (O.S. 5 apr.)      | Grondwet van Bendery. |
| 1710-1742  |                            | Pylyp Orlyk's hetmanschap-in-ballingschap. |
| 1714       |                            | Tsaristische oekaze verbiedt export van goederen uit het Hetmanaat.                                                                                               |
| 1715       |                            | Eerste documentatie met vermelding van haidamakas. |
| 1720       |                            | Tsaristische oekaze verbiedt het drukken van boeken in het Oekraïens.                                                                                             |
| 1722       | 27 mei (O.S. 16 mei)       | Het ambt van hetman wordt afgeschaft door tsaristische oekaze; het eerste kleine Russische Collegium regeert het Hetmanaat tot sep. 1727.                         |
| 1722-1723  |                            | Hetmanaat van Pavlo Poloebotok in Linkeroever-Oekraïne. |
| 1727- 1734 |                            | Hetmanaat van Danylo Apostol in Linkeroever-Oekraïne. |
| 1734       | jan.                       | Ambt van hetman afgeschaft. |
| 1734-1738  |                            | Eerste grote haidamaka-opstand. |
| 1738-1745  |                            | Oprysjok-beweging onder leiding van Oleksa Dovbush. |
| 1743       |                            | Wetboek van 1 de743. |
| 1750       |                            | Ambt van hetman gerestaureerd; Kyrylo Rozumovsky hetmanaat in Linkeroever-Oekraïne.                                                                               |
| 1753-1785  |                            | Hryhori Skovoroda schrijft Sad bozhestvennykh pisnei. |
| 1764       | 21 nov. (O.S. 10 nov.)     | Catharina II schaft het Kozakken-Hetmanaat af; tweede Russische Collegium (tot aug. 1786).                                                                        |
| 1768       | mei-jul.                   | Kolivsjtsjyna-opstand. |
| 1772       | 5 aug.                     | Poolse Delingen: Galicië valt onder de Habsburgse monarchie als deel van het Koninkrijk Galicië en Lodomerië. De gebieden ten westen van de Dnjepr blijven Pools. |
| 1775       | 15-16 jun. (O.S. 4-5 jun.) | Vernietiging van de Zaporozka Sitsj in opdracht van Catharina II van Rusland.                                                                                     |
| 1781       |                            | De oprichting van het gouvernement Novgorod-Severski, Kiev en Tsjernihiv maakt een einde aan het Hetmanaat.                                                       |
| 1783       |                            | Het Kanaat van de Krim wordt ingelijfd door Keizerrijk Rusland.                                                                                                   |
| 1784       |                            | Universiteit van Lviv opgericht. |
| 1788       |                            | Vorming van de Zwarte Zee-kozakken. |
| 1793       | 17 aug.                    | Tweede Poolse Deling. Keizerrijk Rusland annexeert Rechteroever-Oekraïne.                                                                                         |
| 1795       | 24 okt.                    | De Derde Poolse Deling leidt tot de opname van Wolynië in het Keizerrijk Rusland.                                                                                 |

### 19e eeuw
| Jaar       | Datum                  | Gebeurtenis |
| ---------- | ---------------------- | --- |
| 1805       |                        | Universiteit van Charkov opgericht. |
| 1807       |                        | Metropoliet van Halytsj hersteld als onderdeel van de katholieke kerk. |
| 1813- 1835 |                        | Boerenopstand geleid door Oestym Karmalioek. |
| 1834       |                        | Universiteit van Kiev opgericht. |
| 1837       |                        | Roetheense Triade publiceert Rusalka Dnistrovaia. |
| 1840       |                        | Eerste publicatie van Kobzar van Taras Sjevtsjenko. |
| 1845       | dec. 1845-mrt. 1847    | Cyrillus en Methodius Broederschap in Kiev. |
| 1848       | 13 mrt                 | Begin van de revolutie van 1848 in de Habsburgse monarchie. |
| 1848       | 16 apr.                | Afschaffing van de lijfeigenschap in Galicië. |
| 1848       | 2 mei                  | Roetheense Raad opgericht in Lviv. |
| 1857       |                        | De gepubliceerde grammatica van Panteleimon Koelish normaliseert de Oekraïense spelling.                                                                                              |
| 1859-1861  |                        | Alfabetoorlog in Galicië. Naam gegeven door Galicische Oekraïners voor de poging van de Oostenrijkse regering om hen het Latijnse alfabet op te leggen.                               |
| 1861       | 3 mrt. (O.S. 19 feb.)  | Emancipatiemanifest schaft lijfeigenschap in het Russische rijk af. |
| 1863       | 30 jul. (O.S. 18 jul.) | Circulaire Valuev verbiedt publicatie van boeken in het Oekraïens. |
| 1868       | 8 dec.                 | Prosvita Maatschappij opgericht in Lviv. |
| 1873       | 25 feb. (O.S. 13 feb.) | Zuidwestelijke tak van de keizerlijke Russische Geografische Maatschappij opgericht in Kiev.                                                                                          |
| 1873       | 11 dec.                | Oprichting van de Shevchenko Scientific Society in Lviv. |
| 1876       | 30 mei (O.S. 18 mei)   | De Oekaze verbiedt publicatie of invoer van boeken in het Oekraïens in het Russische rijk begin jaren 1870 begin van de massale emigratie naar de Verenigde Staten.                   |
| 1880       | 14 jan.                | Dilo (De daad), eerste Oekraïense dagblad in Galicië, begint publicatie in Lviv. |
| 1884       |                        | Nataliya Kobrynska richt de eerste Oekraïense vrouwenorganisatie op, de Vereniging van Oekraïense Vrouwen in Stanyslaviv.                                                             |
| 1891       |                        | Begin van massale emigratie naar Canada. Zomer: Broederschap van Tarasovs, een clandestiene, onafhankelijke studenten organisatie, opgericht in het door Rusland geregeerde Oekraïne. |
| 1895       |                        | Publicatie van Yulian Bachynsky's Ukraina Irredenta, waarin hij Oekraïne oproept om een onafhankelijke staat te worden.                                                               |
| 1898       |                        | Eerste nummer van Literaturno-naukovyi Zbirnyk; eerste deel van Mychajlo Hroesjevsky's magnum opus Geschiedenis van Oekraïne-Roes.                                                    |

### 20e eeuw
| Jaar      | Datum                                                      | Gebeurtenis |
| --------- | ---------------------------------------------------------- | --- |
| 1900      |                                                            | Publicatie van Samostina Ukraïna van Mykola Michnovsky. |
| 1900      | 11 feb. (O.S. 29 jan.)                                     | Oprichting van de Revolutionaire Oekraïense partij in Charkov |
| 1903      |                                                            | Eerste volledige publicatie van de Bijbel in het Oekraïens. |
| 1905      | 22 jan (O.S. 9 jan.)                                       | Bloedige Zondag markeert het begin van de Revolutie van 1905. |
| 1905      | 27 jun.-8 jul. (O.S. 14-25 jun.)                           | Muiterij op slagschip Potjomkin. |
| 1905      | okt.                                                       | Oprichting van de monarchistische beweging Zwarte Honderden door leden van verschillende radicale nationalistische groepen. |
| 1905      | 7 dec. (O.S. 24 nov.)                                      | Tijdelijke opheffing van het verbod op publicatie in het Oekraïens en van censuurbeperkingen in het Russische rijk. |
| 1906      | 10 mei-21 jul. (O.S. 27 apr.-8 jul. )                      | Eerste Russische Doema. |
| 1907      | 5 mrt.-15 jun. (O.S. 20 feb.-2 jun.)                       | Tweede Russische Doema. |
| 1907-1909 |                                                            | Publicatie van Borys Hrintsjenko's woordenboek van de Oekraïense taal. |
| 1907      | 14 nov. 1907-22 jun. 1912 (O.S. 1 nov. 1907-9 jun. 1912)   | Derde Russische Doema. |
| 1908      | mei                                                        | Doema verwerpt wetsvoorstel betreffende onderwijs in het Oekraïens op basisscholen. |
| 1909      | mrt.                                                       | Publicatie van het eerste nummer van Oekraïns'ka Chata in Kiev, een maandblad over literatuur, literaire kritiek en politiek. |
| 1912-1917 | 11 nov. 1912-28 mrt. 1917 (O.S. 15 nov. 1912-26 feb. 1917) | Vierde Russische Doema. |
| 1913      | zomer                                                      | De Doema in debat over beperkingen op de Oekraïense taal. |
| 1914      | feb.                                                       | Massale protesten tegen het verbod op het vieren van de 100ste verjaardag van de geboorte van Taras Sjevtsjenko. |
| 1914-1918 |                                                            | Eerste Wereldoorlog. |
| 1914      | 13 aug. (O.S. 31 jul.)                                     | Oekaze legt militaire censuur op en een verbod op Oekraïense publicaties in Keizerrijk Rusland. |
| 1914      | 1 aug.                                                     | Opperste Oekraïense Raad gevestigd in Lviv. |
| 1914      | 6 aug.                                                     | Oprichting van de Oekraïense Sitsj-schutters in Lviv, op initiatief van de Opperste Oekraïense Raad. |
| 1914-1916 |                                                            | Publicatie van twee delen van de eerste (Russischtalige) Oekraïense encyclopedie, Ukrainskii narod vego proshlom i nastoiashchem in Sint-Petersburg. |
| 1917      | 15 mrt. (O.S. 2 mrt.)                                      | Tsaar Nicolaas II doet afstand van de troon; Russische Voorlopige Regering gevormd. |
| 1917-1921 |                                                            | Oekraïense Onafhankelijkheidsoorlog. |
| 1917      | 20 mrt. (O.S. 7 mrt)                                       | Presidium van de Oekraïense Tsentralna Rada (Українська центральна рада) verkozen in Kiev. Mychajlo Hroesjevsky eerste president van een onafhankelijk Oekraïne. |
| 1917      | 23 jun. (O.S.10 jun.)                                      | Eerste Tsentralna Rada, waarbij de Oekraïense autonomie wordt uitgeroepen binnen de Russische staat. |
| 1917      | 16 jul.                                                    | Tweede Tsentralna Rada, aankondiging van een compromis met de Russische Voorlopige Regering. |
| 1917      | 20 nov. (O.S. 7 nov.)                                      | Derde Tsentralna Rada, waarin de oprichting van de Oekraïense Volksrepubliek binnen de federale Russische staat wordt uitgeroepen. |
| 1917      | 24-25 dec. (O.S. 11-12 jan.)                               | Eerste All-Oekraïense Congres van Sovjets in Charkov verklaart vorming van Volkssecretariaat van Oekraïne; begin van eerste bolsjewistische invasie van Oekraïne. |
| 1918      | 22 jan. (O.S. 9 jan.)                                      | Vierde Tsentralna Rada, verklaart de onafhankelijkheid van de Oekraïense Volksrepubliek. |
| 1918      | 9 feb. (O.S. 27 jan.)                                      | Ondertekening van de Vrede van Brest-Litovsk, wat leidt tot de Duitse en Oostenrijkse bezetting van Oekraïne; Sovjetrepubliek Donetsk-Krivoj Rog uitgeroepen in Charkov. |
| 1918      | 25 feb. (O.S. 12 feb.)                                     | De Oekraïense Volksrepubliek neemt vanaf 1 mrt. (O.S. 16 feb.) de Centraal-Europese tijdzone en de drietand van de Gregoriaanse kalender aan als officieel wapen. |
| 1918      | 9 mrt.                                                     | De Tsentralna Rada keert terug naar Kiev na verdrijving van de Bolsjewistische troepen. |
| 1918      | 24 mrt.                                                    | De Oekraïense Volksrepubliek publiceert wet die Oekraïens de officiële taal maakt. |
| 1918      | 26 apr.                                                    | De Oekraïense troepen in Kiev ontwapend door Duitse troepen. |
| 1918      | 29 apr.                                                    | De Centralen (vooral Duitsers) ontbinden op 29 april 1918 de Tsentralna Rada en stellen een nieuwe regering aan met Pavlo Skoropadsky als hetman. De Oekraïense Volksrepubliek wordt hiermee vervangen door de Oekraïense Staat. |
| 1918      | 21 mei                                                     | Oprichting Oekraïense Staat. |
| 1918      | 2 jun.                                                     | Duitsland en Oostenrijk-Hongarije erkennen het regime van Skoropadsky. |
| 1918      | 18 okt.                                                    | Tsentralna Rada opgericht in Lviv. |
| 1918      | 30 okt.-11 nov.                                            | Ontbinding van Oostenrijk-Hongarije. |
| 1918      | 1 nov.                                                     | De Tsentralna Rada verklaart de West-Oekraïense Staat in Lviv; Oekraïense troepen bestormen regeringsgebouwen. |
| 1918      | 6 nov.                                                     | Boekovina voegt zich bij de West-Oekraïense Staat. |
| 1918      | 11 nov.                                                    | Roemeense troepen nemen Tsjernivtsi in en bezetten Boekovina. |
| 1918      | 13 nov.                                                    | West-Oekraïense staat formeel opgericht als West-Oekraïense Volksrepubliek; Galicisch Rood Leger gevormd. |
| 1918      | 15 nov.-14 dec.                                            | Anti-Skoropadsky opstand en het aftreden van Pavlo Skoropadsky. |
| 1918      | 20 nov.                                                    | Voorlopige Regering van Oekraïne (Directoriaat) opgericht; begin van de tweede bolsjewistische invasie van Oekraïne. |
| 1918      | 21 nov.                                                    | Poolse strijdkrachten nemen Lviv in. |
| 1918      | 27 nov.                                                    | Oekraïense Academie van Wetenschappen opgericht. |
| 1918      | 14 dec.                                                    | De voorlopige regering (Directoriaat), geleid door Volodymyr Vynnytsjenko en Symon Petljoera grijpt de macht, Skoropadsky gevangen, Oekraïense Volksrepubliek in ere hersteld. |
| 1918-1919 | 1 nov. 1918 - 16 jul. 1919                                 | Oekraïens-Poolse oorlog in Galicië. |
| 1919      | 18 jan.                                                    | Begin vredesconferentie van Parijs. |
| 1919      | 22 jan.                                                    | Akte van Unie tussen Oekraïense Volksrepubliek en West-Oekraïense Volksrepubliek uitgeroepen in Kiev. |
| 1919      | 23-28 jan.                                                 | Arbeidscongres van Oekraïne. |
| 1919      | 5 feb.                                                     | Bolsjewistische troepen nemen Kiev in. |
| 1919      | 11 feb.                                                    | Symon Petljoera wordt hoofd van staat. |
| 1919      | 8 mei                                                      | De Centrale Roetheense Volksraad verklaart de vrijwillige vereniging van Karpato-Roethenië met Tsjecho-Slowakije. |
| 1919      | 9 jun.                                                     | Jevjen Petroesjevytsj benoemd tot president van West-Oekraïense Volksrepubliek. |
| 1919      | 18 jun.                                                    | Afgevaardigden uit Azerbeidzjan, Estland, Georgië, Letland, de Noord-Kaukasus, Wit-Rusland en Oekraïne protesteren tegen het besluit van de vredesconferentie van Parijs om generaal Aleksandr Koltsjak te erkennen als hoofd van de Russische regering en eisen erkenning van hun onafhankelijkheid. |
| 1919      | aug.                                                       | De Witten verdrijven de bolsjewieken uit Oekraïne. |
| 1919      | 10 sep.                                                    | Verdrag van Saint-Germain betreffende de ontbinding van Oostenrijk-Hongarije. |
| 1919      | 8 dec.                                                     | Curzonlijn opgericht als oostelijke grens van Polen. |
| 1919      | dec.                                                       | Derde bolsjewistische invasie; Charkov wordt de hoofdstad van Sovjet-Oekraïne. |
| 1919-1920 | 6 dec. 1919 - 6 mei 1920                                   | Eerste wintercampagne van het leger van Oekraïense Volksrepubliek. |
| 1920      | 12 jan.                                                    | Rode Oekraïense Galicische leger opgericht. |
| 1920      | 16 jan.                                                    | De Entente roepen economische blokkade van de Sovjetregering op. |
| 1920      | 21 apr.                                                    | Verdrag van Warschau tussen Polen en de Oekraïense Volksrepubliek. |
| 1920      | 25 apr.                                                    | Begin van de Pools-Russische oorlog. |
| 1920      | 6 mei                                                      | Oekraïense en Poolse troepen vallen Kiev binnen. |
| 1920      | jun.-jul.                                                  | Oekraïense en Poolse troepen trekken zich terug uit Kiev over de rivier de Zbroetsj. |
| 1920      | 10 aug.                                                    | Verdrag van Sèvres kent Boekovina toe aan Roemenië. |
| 1920      | sep.                                                       | Oekraïense Militaire Organisatie (OMO) opgericht in het westen van Oekraïne. |
| 1921      | 17 jan.                                                    | Oekraïense Vrije Universiteit geopend in Wenen. |
| 1921      | 18 mrt.                                                    | Vrede van Riga tussen Polen en Bolsjewistisch Rusland. |
| 1921      | 8 mei                                                      | Karpato-Roethenië geannexeerd door Tsjecho-Slowakije. |
| 1921      | 25 mei                                                     | Symon Petljoera vermoord in Parijs. |
| 1921      | 29 sep.                                                    | Het Holenklooster van Kiev heeft een nationaal museum. |
| 1921-1923 | herfst 1921-zomer 1923                                     | Door de mens veroorzaakte hongersnood in het zuiden van Oekraïne. |
| 1921      | 14-30 okt.                                                 | Oekraïense autocephale Orthodoxe Kerk opgericht in de Eerste Oekraïens-Orthodoxe Kerk Sobor in Kiev. |
| 1921      | nov.                                                       | Tweede wintercampagne van het leger van de Oekraïense Volksrepubliek. |
| 1922      | 30 dec.                                                    | Sovjet-Unie opgericht. |
| 1923-1933 | apr. 1923 - nov. 1933                                      | Oekraïnebeleid van kracht in de Oekraïense Socialistische Sovjetrepubliek. |
| 1923      | 14 mrt.                                                    | Conferentie van geallieerde ambassadeurs keurt de annexatie van Galicië door Polen goed. |
| 1924      | 31 jul.                                                    | Poolse regering verbiedt het gebruik van Oekraïens in de regeringsinstellingen in Galicië. |
| 1924      | 12 okt.                                                    | Moldavische Autonome Socialistische Sovjetrepubliek opgericht binnen de Oekraïense Socialistische Sovjetrepubliek. |
| 1925-1928 |                                                            | Literaire discussie over de modernisering van de Oekraïense literatuur en de betrekkingen van Oekraïne met Rusland en Europa. |
| 1925-1931 |                                                            | Massale emigratie van West-Oekraïne naar Zuid-Amerika. |
| 1926-1928 | jan. 1926 - 28 jan. 1928                                   | Vaplite literaire organisatie actief in Charkov. |
| 1926      | 26 apr.                                                    | Communistische Partij begint campagne tegen 'nationaal deviationisme'. |
| 1927      | 2-9 dec.                                                   | Het congres van de Communistische Partij in Moskou kondigt de collectivisatie van de landbouw aan. |
| 1928      | 18 mei-6 jul.                                              | Sjakhty-proces in Moskou. |
| 1928      | sep.                                                       | Nieuwe gestandaardiseerde Oekraïense spelling aangenomen door de Raad van Volkscommissarissen. |
| 1929      | 28 jan.-3 feb.                                             | Organisatie van Oekraïense Nationalisten opgericht op het oprichtingscongres in Wenen. |
| 1929      | 28-29 jan.                                                 | Oekraïense autocefale orthodoxe kerk afgeschaft in krachtige SSR. |
| 1929      | 9 mrt.-19 apr.                                             | Showproces tegen de Unie voor de Bevrijding van Oekraïne in Charkov. |
| 1929      | 8 apr.                                                     | Première van Oleksander Dovzjenko's film De aarde. |
| 1929      | 21 sep.-16 okt.                                            | Repressieve "pacificatie"-campagne in West-Oekraïne. |
| 1930      |                                                            | Begin van de officiële vervolging van intelligentsia in de Oekraïense Socialistische Sovjetrepubliek. |
| 1932-1933 | apr. 1932-nov. 1933                                        | Holodomor. Door de mens veroorzaakte hongersnood kost drie tot vier miljoen mensen het leven in de Oekraïense Socialistische Sovjetrepubliek en meer dan een miljoen in de Noord-Kaukasus en andere regio's van Rusland. |
| 1932      | 10 okt.                                                    | Opening van de waterkrachtcentrale van Dnipro in Zaporizja; wetenschappers van het Fysisch-technisch Instituut van Charkov voeren de eerste nucleaire reactie uit in de Sovjet-Unie. |
| 1933      | jan.                                                       | Pavel Postysjev neemt de Communistische Partij van Oekraïne over als persoonlijke vertegenwoordiger van Jozef Stalin; massale zuivering volgt. |
| 1933      | 13 mei                                                     | Voormalig Vaplite-leider Mykola Khvyliovy pleegt zelfmoord. |
| 1933      | 7 jul.                                                     | De Oekraïense communistische leider Mykola Skrypnyk pleegt zelfmoord. |
| 1934      |                                                            | Instituut voor Fysische Chemie is eerste in de Sovjet-Unie die zwaar water produceert. |
| 1934      | 6 mei                                                      | Instituut van Rode Professors publiekelijk bekritiseerd omdat het 'het Oekraïens burgerlijk nationalisme' niet uit de onderwijsprogramma's had verwijderd; zuivering van instellingen voor hoger onderwijs volgt. |
| 1934      | 10 jun.                                                    | Vorming van de Goelag (Hoofdadministratie van werkkampen); in 1938 had de Goelag bijna twee miljoen gevangenen en vertegenwoordigde een aanzienlijk deel van de industriële productie van de Sovjet-Unie. |
| 1934      | 24 jun.                                                    | Kiev wordt de hoofdstad van de Oekraïense Socialistische Sovjetrepubliek. |
| 1934-1939 | 18 sep. 1934-14 dec. 1939                                  | Sovjet-Unie sluit zich aan bij Volkenbond. |
| 1935      | 27-28 mrt.                                                 | Besloten zitting van het militaire college van het Hooggerechtshof van de Sovjet-Unie veroordeelt een aantal prominente Oekraïense schrijvers tot gevangenisstraffen wegens het naar verluidt creëren van een "contrarevolutionaire ondergrondse organisatie van de Borotbisten". |
| 1935      | 19 jul.                                                    | De Communistische Partij van Oekraïne beveelt verwijdering van Zinovjevite trotskistische en nationalistische literatuur uit bibliotheken. |
| 1937-1939 |                                                            | Hoogtepunt van de politieke terreur van het Stalin-regime. |
| 1938      | 1 jan.                                                     | Oekraïense regeringskranten beginnen in het Russisch te publiceren. |
| 1938      | 28 jan.                                                    | Eerste secretaris van de Communistische Partij van Oekraïne. |
| 1938      | 20 apr.                                                    | Studie van het Russisch verplicht op alle scholen in de Oekraïense Socialistische Sovjetrepubliek. |
| 1938      | 23 mei                                                     | Liquidatie van Jevhen Konovalets in Rotterdam door Pavel Soedoplatov, geheim agent van Stalin. |
| 1938      | 11 okt.                                                    | Karpato-Oekraïne wordt autonoom. |
| 1939      | 15 mrt.                                                    | Karpato-Oekraïne roept de onafhankelijkheid uit. |
| 1939      | 15-18 mrt.                                                 | Hongarije bezet Karpato-Oekraïne. |
| 1939      | 23 aug.                                                    | Molotov-Ribbentroppact Niet-aanvalsverdrag tussen Nazi-Duitsland en de Sovjet-Unie. |
| 1939      | 1 sept.                                                    | Met de invasie van Polen door Nazi-Duitsland begint de Tweede Wereldoorlog. |
| 1939      | 17 sept.                                                   | Het Rode Leger valt Polen binnen. |
| 1939      | 26-28 okt.                                                 | West-Oekraïne geannexeerd aan de Oekraïense Socialistische Sovjetrepubliek. |
| 1940      | 28-30 jun.                                                 | Het Rode Leger bezet Bessarabië en Boekovina. |
| 1941      | 22 jun.                                                    | Nazi-Duitsland valt de Sovjet-Unie binnen. |
| 1941      | jun.                                                       | De Geheime Dienst-gevangenismoorden; in de loop van acht dagen, wordt door de Geheime Dienst, in opdracht van Jozef Stalin, de gevangenisbevolking (tussen de 10.000 en 40.000 gevangenen) in de bezette gebieden van de Sovjet-Unie op brute wijze vermoord in plaats van ze in Duitse handen te laten vallen. |
| 1941      | 30 jun.                                                    | Organisatie van Oekraïense Nationalisten (Bandera-factie) roept de Oekraïense Staat uit in Lviv. |
| 1941      | 1 aug.                                                     | Oprichting District Galicië, een administratieve eenheid van het Generaal-gouvernement, opgericht door nazi-Duitsland. |
| 1941      | 30 aug.                                                    | Transnistrië gevestigd. |
| 1941      | 19 sept.                                                   | Het Rode Leger trekt zich na 72 dagen strijd terug uit Kiev. |
| 1941-1944 | 1 sep. 1941 - 10 nov. 1944                                 | Nazi-Duitsland vestigt Rijkscommissariaat Oekraïne. Erich Koch Reichskommissar van Oekraïne in Rivne. |
| 1941      | 29-30 sept.                                                | Begin van massa-executie van burgers door nazi's tijdens het Bloedbad van Babi Jar (Kiev); meer dan 100.000 Joden, Oekraïners en Russen gedood. |
| 1941-1944 |                                                            | Naar schatting 4,2 miljoen Sovjetburgers (voornamelijk Russen, Wit-Russen, en Oekraïners) worden uitgehongerd door het Hungerplan van de Duitse bezetters. In Charkov komen 80.000 inwoners om van de honger. De graanoverschotten van Oekraïne spelen een prominente rol in de visie van "zelfvoorzienend" Nazi-Duitsland. Oekraïne produceert niet genoeg graan voor de export om de problemen van Duitsland op te lossen, daarom gaat men over tot de "vernietiging" van wat het Duitse regime beschouwd als een overbodige bevolking (Joden, en de bevolking van Oekraïense grote steden zoals Kiev, die helemaal geen voorraden ontvangen); extreme verlaging van de rantsoenen voor Oekraïners in de overige steden; en de vermindering van voedselconsumptie door de boerenbevolking. |
| 1942      | 6 mrt.-24 jul.                                             | Eerste massale deportatie van Ostarbeiter naar Nazi-Duitsland. |
| 1942      | 22 jun.                                                    | 'Match of Death' tussen het voetbalteam van de Duitse Luftwaffe en Dynamo Kiev, dat Dynamo wint met een score van 5-3; na de wedstrijd worden vier Dynamo-spelers gearresteerd en geëxecuteerd. |
| 1943      | lente                                                      | Vorming van het Oekraïense Opstandelingenleger. |
| 1943      | 28 apr.                                                    | De werving van de Divisie galizische Nr. 1 begint in Lviv. |
| 1943      | 3-13 nov.                                                  | Het Rode Leger herovert Kiev met 417.000 slachtoffers. |
| 1943-1944 |                                                            | De Pools-Oekraïense betrekkingen. In totaal komen er 60.000 tot 100.000 Polen en minstens 20.000 tot 30.000 Oekraïners om in het etnische geweld. |
| 1944      | 18 jan.                                                    | Eerste grote botsing tussen het Oekraïense Opstandelingenleger en NKVD-troepen. |
| 1944      | 18 mei                                                     | Krim-Tataren gedeporteerd uit de Krim. |
| 1944      | 17-22 jul.                                                 | Slag bij Brody; galizische Nr. 1 Divisie grotendeels verwoest door het Rode Leger. |
| 1944      | 26 nov.                                                    | Karpato-Roethenië geannexeerd aan Oekraïense Socialistische Sovjetrepubliek. |
| 1945      | 4-11 febr.                                                 | Conferentie van Jalta |
| 1945      | 11 apr.                                                    | Aartsbisschop Josyf Slipyj gearresteerd en samen met de rest van de katholieke kerkelijke hiërarchie gedeporteerd naar Siberië. |
| 1945      | 25 apr.-26 jun.                                            | Oprichtingscongres van de Verenigde Naties in San Francisco; Oekraïense Socialistische Sovjetrepubliek onder de stichtende leden. |
| 1945      | 9 mei                                                      | De overgave van Nazi-Duitsland aan de Sovjet-Unie maakt een einde aan de Tweede Wereldoorlog. |
| 1946      | 8-10 mrt.                                                  | Raad van Oekraïense Katholieke Kerk georganiseerd door Sovjetautoriteiten in Lviv keurt nietigverklaring van Unie van Brest en vereniging met Russisch-Orthodoxe Kerk goed. |
| 1946-1947 | herfst 1946-zomer 1947                                     | Door de mens veroorzaakte hongersnood in de Oekraïense Socialistische Sovjetrepubliek eist enkele honderdduizenden levens. |
| 1946-1948 |                                                            | Golf van officiële repressie in literatuur, kunst en wetenschap. |
| 1947      | 28 apr.-30 jul.                                            | Operatie Wisła; ongeveer 140.000 Oekraïners gedeporteerd naar het noordwesten van Polen. |
| 1949      | 29 aug.                                                    | Opperste Oekraïense Bevrijdingsraad beveelt stopzetting van de strijd door het Oekraïense opstandelingenleger; sporadische resistentie duurt voort tot midden jaren vijftig. |
| 1949-1995 |                                                            | De Shevtsjenko Scientific Society in Sarcelles, Frankrijk, publiceert de Encyclopedie van Oekraïne, 14-delig en in het Oekraïens. |
| 1950      | 5 mrt.                                                     | Roman Sjoekhevysj, opperbevelhebber van het Oekraïense opstandelingenleger, gedood in gevecht met Sovjet geheime politie-eenheden in de buurt van Lviv. |
| 1953      | 5 mrt                                                      | Dood van Stalin. |
| 1954      | 19 feb.                                                    | De Krim wordt onderdeel van de Oekraïense Socialistische Sovjetrepubliek. |
| 1954      | 26 mrt.                                                    | Oleksi Kyrytsjenko wordt eerste secretaris van de Communistische partij van Oekraïne, de eerste etnische Oekraïner die die functie bekleedt sinds Dmytro Manuilsky (1921-1922). |
| 1954      | 12 mei                                                     | De Oekraïense Socialistische Sovjetrepubliek sluit zich aan bij UNESCO Internationale Arbeid Organisatie (ILO). |
| 1956      | 14-25 feb.                                                 | Twintigste congres van de CPSU in Moskou; Nikita Chroesjtsjovs geheime toespraak waarin hij de persoonlijkheidscultus van Stalin aan de kaak stelt. |
| 1956      | mrt.-apr.                                                  | Verbannen Krim-Tataren vormen eerste groepen die een petitie voor recht op terugkeer indienen naar hun vaderland. |
| 1956      | aug.                                                       | Begin van de officiële rehabilitatie van geëxecuteerde, verbannen, en tot zwijgen gebrachte Oekraïense activisten. |
| 1958      | 17 jul.                                                    | Ministerraad sluit acht van de 40 actieve kloosters in de Oekraïense Socialistische Sovjetrepubliek. |
| 1959      | 15 okt.                                                    | Nationalistische leider Stepan Bandera vermoord door KGB-agent in München. |
| 1959-1968 |                                                            | Publicatie van de eerste editie van de Oekraïense Sovjet Encyclopedie. |
| 1963      | 11-15 feb.                                                 | Conferentie van geleerden in Kiev roept regering op om Oekraïens de officiële taal van de Oekraïense Socialistische Sovjetrepubliek te maken. |
| 1963      | 1-2 jul.                                                   | Petro Sjelest wordt eerste secretaris van de Communistische Partij van Oekraïne. |
| 1964      | 14 okt.                                                    | Nikita Chroesjtsjov verwijderd als eerste secretaris van CPSU en vervangen door Leonid Brezjnev. |
| 1965      | aug.-sep.                                                  | Eerste golf van arrestaties van Oekraïense intelligentsia (60 mensen gearresteerd voor "anti-Sovjet"-activiteiten). |
| 1965      | 4 sep.                                                     | Première van Sergej Paradzjanovs film De Vuurpaarden in Kiev, vergezeld van protesten tegen de arrestaties van Oekraïense intellectuelen. |
| 1965      | dec.                                                       | Publicatie van Ivan Dzjoeba's boek: 'Internationalisme of russificatie' (gepubliceerd in het Westen in 1968). |
| 1966      | jan.-apr.                                                  | Rechtszaken tegen 18 mensenrechtenactivisten. |
| 1967      | 20 apr.                                                    | Vjatsjeslav Tsjornovil voltooid compilatie van Lykho z rozumu over Oekraïense politieke gevangenen (gepubliceerd in het Westen in 1968). |
| 1968      | apr.                                                       | Protestbrief ingediend door 139 geleerden, wetenschappers, schrijvers, en artiesten om regeringsorganen te bestormen tegen een nieuwe golf van politieke repressie. |
| 1970      |                                                            | Petro Sjelest publiceert Ukraïno nasha Radians'ka in Kiev. |
| 1970-1980 |                                                            | Elf-delig woordenboek van de Oekraïense taal gepubliceerd in Kiev. |
| 1972      | jan.-mei                                                   | Meer dan 200 Oekraïense dissidenten gearresteerd. |
| 1972      | 25 mei                                                     | Petro Sjelest afgezet als eerste secretaris van de Communistische Partij van Oekraïne; vervangen door Volodymyr Sjtsjerbytsky. |
| 1973      | jun.                                                       | Oekraïens onderzoeksinstituut gevestigd aan de Harvard-universiteit. |
| 1976      | 1 jul.                                                     | Canadian Institute of Ukranian Studies gevestigd aan de Universiteit van Alberta. |
| 1976      | 9 nov.                                                     | Oekraïense Helsinki Group opgericht in Kiev. |
| 1978      | 19-20 apr.                                                 | Nieuwe grondwet van de Oekraïense Socialistische Sovjetrepubliek aangenomen. |
| 1978      | 15 aug.                                                    | Raad van Ministers van de Sovjet-Unie vaardigt resolutie uit over de handhaving van paspoortcontroles, voorzien in repressieve maatregelen tegen Krim-Tataren die proberen terug te keren naar hun thuisland. |
| 1984-1985 |                                                            | Oekraïense Socialistische Sovjetrepubliek lid van de VN-Veiligheidsraad. |
| 1985      | 11 mrt.                                                    | Michail Gorbatsjov gekozen tot algemeen secretaris van Communistische Partij van de Sovjet-Unie (CPSU); begin van glasnost en perestrojka. |
| 1986      | 26 apr.                                                    | Kernramp van Tsjernobyl. |
| 1988      | 10 jun.                                                    | Staatscommissie die de eisen van de Krim-Tataren onderzoekt, kondigt de opheffing van alle beperkingen aan. |
| 1988      | jun.-aug.                                                  | Viering van het millennium van de kerstening van Kyivan Rus'. |
| 1989      | 8-10 sep.                                                  | Oprichtingscongres van de Volksbeweging van Oekraïne (Rukh). |
| 1989      | 28 sep.                                                    | Volodymyr Shcherbytsky afgezet als eerste secretaris, Communistische Partij van Oekraïne; vervangen door Volodymyr Ivashko. |
| 1989      | 28 okt.                                                    | Verchovna Rada van de Oekraïense Socialistische Sovjetrepubliek geeft de Oekraïense taal de status van officiële taal. |
| 1990      | 16 jul.                                                    | Verklaring van staatssoevereiniteit van Oekraïne. |
| 1990      | 23 jul.                                                    | Leonid Kravtsjoek verkozen tot hoofd van Verchovna Rada van de Oekraïense Socialistische Sovjetrepubliek, ter vervanging van Volodymyr Ivashko, die ontslag nam. |
| 1990      | 2–4 aug.                                                   | Viering van de 500e verjaardag van de Oekraïense Kozakken. |
| 1990      | 2-17 okt.                                                  | Hongerstakingen in Kiev door studenten die politieke hervormingen eisen. |
| 1990      | 23 okt.                                                    | Verchovna Rada van Oekraïense SSR schaft artikel 6 grondwet af betreffende leidende rol van Communistische Partij in de samenleving en aanvaardt het ontslag van Vitali Masol, voorzitter van de Raad van Ministers. |
| 1991      | 16 jan.                                                    | Paus Johannes Paulus II herstelt de Oekraïense katholieke en Rooms-katholieke kerkelijke hiërarchieën in Oekraïne. |
| 1991      | 12 feb.                                                    | Herstel van de Krimse Autonome Socialistische Sovjetrepubliek. |
| 1991      | 27 jun.                                                    | De Verchovna Rada van de Oekraïense Socialistische Sovjetrepubliek stelt bespreking akkoord uit over de Unie van Soevereine Republieken van Michail Gorbatsjov om de verenigbaarheid ervan met de Verklaring van Oekraïne te bestuderen. |
| 1991      | 19-21 aug.                                                 | Poging tot staatsgreep door communistische harde lijn ambtenaren in Moskou. |
| 1991      | 24 aug.                                                    | Oekraïne roept de onafhankelijkheid uit. Leonid Kravtsjoek verklaart de onafhankelijkheid van Moskou. In een referendum en presidentsverkiezingen steunen de Oekraïners overweldigend de onafhankelijkheid. |
| 1991      | 24 okt.                                                    | Oekraïne verklaart voornemens te zijn een niet-nucleaire staat te worden. |
| 1991      | 1 dec.                                                     | Referendum over onafhankelijkheid: 90,3%van de kiezers voor; Leonid Kravtsjoek gekozen tot president. |
| 1991      | 8 dec.                                                     | Wit-Rusland, Rusland en Oekraïne vestigen Gemenebest van Onafhankelijke Staten, waarmee een einde komt aan de Sovjet-Unie. |
| 1992      | 1 jan.                                                     | Invoering van kupon als voorlopige valuta. |
| 1992      | 30 jan.                                                    | Oekraïne sluit zich aan bij de Organisatie voor Veiligheid en Samenwerking in Europa (OVSE). |
| 1992      | 10 mrt.                                                    | Oekraïne treedt toe tot de Noord-Atlantische Samenwerkingsraad. |
| 1992      | 5 apr.                                                     | Presidentieel decreet verklaart dat de Zwarte Zeevloot een bestanddeel is van Oekraïense strijdkrachten. |
| 1992      | 5 mei                                                      | Parlement op de Krim roept onafhankelijkheid uit. |
| 1992      | 6 mei                                                      | Het Krim-parlement bekrachtigt de grondwet van de Republiek der Krim, waarvan delen in strijd zijn met de grondwet van Oekraïne. |
| 1992      | sep.                                                       | Grondwet van de Krim in overeenstemming gebracht met de grondwet van Oekraïne. |
| 1992-1993 | 13 okt.1992 - 21 sep.1993                                  | Regering van premier Leonid Koetsjma. |
| 1993      | 9 jul.                                                     | Opperste Sovjet van Rusland claimt Sebastopol als een Russische stad. |
| 1993      | 20 jul.                                                    | VN-Veiligheidsraad verklaart dat de claim van Rusland op Sebastopol geen wettelijke basis heeft. |
| 1993      | 3 sep.                                                     | Massandra Protocol betreffende de verdeling van de Zwarte Zeevloot; akkoord niet geratificeerd door Verchovna Rada. |
| 1993      | 18 nov.                                                    | Verchovna Rada ratificeert START-1 en het Protocol van Lissabon (onder voorbehoud). |
| 1994      | 14 jan.                                                    | Oekraïne stemt in om afstand te doen van zijn nucleaire arsenaal - 's werelds derde grootste, geërfd uit de Sovjettijd - in ruil voor veiligheidsgaranties op basis van respect voor zijn onafhankelijkheid en soevereiniteit in het kader van het memorandum van Boedapest dat ook door Rusland is ondertekend. Oekraïne, Rusland en de Verenigde Staten ondertekenen de overeenkomst over de eliminatie van kernwapens in Oekraïne. |
| 1994      | 3 feb.                                                     | Verchovna Rada trekt haar voorbehoud bij START-1 in. |
| 1994      | 8 feb.                                                     | Oekraïne sluit zich aan bij het Noord-Atlantische Verdragsorganisatie (NAVO) Partnerschap voor de Vrede programma. |
| 1994      | 23 mrt.                                                    | Akkoord over partnerschap en samenwerking tussen Oekraïne en de Europese Unie. |
| 1994      | 27 mrt.                                                    | Verkiezingen voor Verchovna Rada. |
| 1994      | 15 apr.                                                    | Oekraïne treedt toe tot Gemenebest van Onafhankelijke Staten (GOS) Economische Unie als geassocieerd lid. |
| 1994      | 20 mei                                                     | Krim-parlement herstelt zijn grondwet (6 mei 1992 redactie); Verchovna Rada geeft Krim parlement tien dagen om zijn grondwet in overeenstemming te brengen met de grondwet van Oekraïne. |
| 1994      | 10 jul.                                                    | Leonid Koetsjma gekozen tot president. |
| 1994      | 7 sep.-5 okt.                                              | Krim constitutionele crisis. |
| 1994      | 5 dec.                                                     | Oekraïne tekent Nuclear Non-proliferatieverdrag. |
| 1994-1995 | 16 jun. 1994 - 4 apr. 1995                                 | Regering van premier Vitali Masol. |
| 1995      | 17 mrt.                                                    | Verchovna Rada en president vernietigen de grondwet van de Krim en schrappen de functie van president van de Krim. |
| 1995      | 1 jun.                                                     | Ondertekening voorlopig handelsakkoord tussen Oekraïne en de Europese Unie (EU). |
| 1995-1996 | 8 jun. 1995 - 27 mei 1996                                  | Regering van premier Yevhen Martsjoek. |
| 1995      | 9 jun.                                                     | Oekraïens-Russische top over de verdeling van de Zwarte Zeevloot. |
| 1995      | 19 okt.                                                    | Oekraïne wordt lid van de Raad van Europa. |
| 1996-1997 | 28 mei 1996 - 2 jul. 1997                                  | Regering van premier Pavlo Lazarenko. |
| 1996      | 30 mei                                                     | Laatste strategische kernkoppen verwijderd uit Oekraïne. |
| 1996      | 28 jun.                                                    | Nieuwe grondwet aangenomen. |
| 1996      | 2 sep.                                                     | Nieuwe munteenheid - de grivna geïntroduceerd. |
| 1997      | 28 mei                                                     | Akkoord betreffende verdeling van de Zwarte Zeevloot geeft Rusland 82 procent van de schepen en het gebruik van twee marinebases op de Krim. |
| 1997      | 31 mei                                                     | Tienjarig politiek verdrag getekend tussen Oekraïne en Rusland, waarbij Rusland de territoriale integriteit van Oekraïne erkent. |
| 1997      | 9 jul.                                                     | Oekraïne en 16 NAVO-leiders ondertekenen handvest over "Onderscheidend Partnerschap tussen de NAVO en Oekraïne". |
| 1997-1999 | 16 jul. 1997 - 22 dec. 1999                                | Regering van premier Valeri Poestovoitenko. |
| 1997      | 16 sep.                                                    | Minister van Buitenlandse Zaken Hennadi Oedovenko verkozen tot voorzitter van de Algemene Vergadering van de VN. |
| 1997      | 24 sep.                                                    | Nieuwe verkiezingen wet aangenomen, instelling van de verkiezing van de helft van de Verchovna Rada afgevaardigden in districten met één mandaat en de andere helft door evenredige stemming van partijlijsten. |
| 1997      | 19 nov.                                                    | Astronaut Leonid Kadenjuk neemt deel aan vlucht van Spaceshuttle van Colombia. |
| 1998      | 14 jan.                                                    | Verchovna Rada (VR) ratificeert Vriendschapsverdrag, Samenwerking en partnerschap met Rusland. |
| 1998      | 1 mrt.                                                     | Partnerschaps- en samenwerkingsovereenkomst tussen de EU en Oekraïne treedt in werking. |
| 1998      | 29 mrt.                                                    | Verkiezingen voor VR |
| 1998      | 22 apr.                                                    | Voormalig hoofd van de Nationale Bank, Vadym Hetman, vermoord. |
| 1999      | 19 feb.                                                    | Oud-premier Pavlo Lazarenko gearresteerd in Verenigde Staten. |
| 1999      | 3 mrt.                                                     | Oekraïne sluit zich aan bij de interparlementaire vergadering van het Gemenebest van Onafhankelijke Staten (GOS). |
| 1999      | 25 mrt.                                                    | Oppositieleider Vjatsjeslav Tsjornovil omgekomen bij auto-ongeluk. |
| 1999      | 14 okt.                                                    | Oekraïne verkozen voor twee jaar in VN-Veiligheidsraad (2000-2001). |
| 1999      | 14 nov.                                                    | Leonid Koetsjma herkozen president. |
| 1999      | 3 dec.                                                     | Presidentieel decreet tot afschaffing van collectieve boerderijen. |
| 1999-2001 | 22 dec. 1999 - 28 mei 2001                                 | Regering van premier Viktor Joesjtsjenko. |

### 21e eeuw
| Jaar      | Datum                      | Gebeurtenis |
| --------- | -------------------------- | --- |
| 2000      | jan.                       | Parlementaire crisis. |
| 2000      | 22 feb.                    | Doodstraf afgeschaft. |
| 2000      | apr.                       | Oprichting nieuws-website Oekrajinska Pravda (Oekraïense Waarheid) door Georgi Gongadze en Olena Prytoela |
| 2000      | 16 apr.                    | Referendum over grondwetswijzigingen geeft president grotere bevoegdheden. |
| 2000      | 16 sep.                    | Ontvoering van onderzoeksjournalist Georgi Gongadze, die later vermoord wordt teruggevonden. |
| 2000      | nov.                       | Cassette-schandaal. Er duikt een geluidsopname op van president Leonid Koetsjma waarop te horen is dat hij het bevel geeft tot de ontvoering van de (ondertussen) vermoord teruggevonden journalist Georgi Gongadze. |
| 2000      | 15 dec.                    | Sluiting kerncentrale Tsjernobyl. |
| 2001      | 25 jan.                    | Raad van Europa veroordeelt gebrek aan vrijheid van meningsuiting in Oekraïne. |
| 2001      | 3 feb.                     | De laatste TU-160 strategische bommenwerper van Oekraïne ontmanteld. |
| 2001      | mrt.                       | De massale 'Oekraïne zonder Koetsjma' protestcampagne roept op tot het aftreden van president Leonid Koetsjma en wordt effectief gedoofd door de handhavingseenheden van de regering, en gevolgd door talrijke arrestaties van de oppositie en de Oekraïens sprekende deelnemers. |
| 2001-2002 | 29 mei 2001 - 16 nov. 2002 | Regering van premier Anatolij Kinach. |
| 2001      | 7 jun.                     | Ondertekening van GUAM door Oekraïne, Georgië, Azerbeidzjan en Moldavië met als doel het tegengaan van de inmenging en invloed van Rusland. |
| 2001      | 23-27 jun.                 | Paus Johannes Paulus II bezoekt Oekraïne. |
| 2001      | 25 okt.                    | Oekraïense Land Code (ULC) legaliseert privé-eigendom van grond vanaf 1 januari 2005. |
| 2001      | 30 okt.                    | Laatste ICBM raketsilo vernietigd. |
| 2002      | 31 mrt.                    | Verkiezingen voor Verchovna Rada. |
| 2002      | 18 apr.                    | Polen betreurt officieel Operatie Wisła. |
| 2002      | 16 sep.                    | Massale protesten tegen de regering in verband met de zaak Georgi Gongadze. |
| 2002      | 21 nov.                    | Viktor Janoekovytsj benoemd tot premier van Oekraïne. |
| 2002      | 22 nov.                    | Nieuwe Oekraïne-NAVO actieplan geïntroduceerd. |
| 2003      | 28 jan.                    | Afbakening van de Russisch-Oekraïense landgrens voltooid. |
| 2003      | 9 mrt.                     | Massale anti-regeringsprotesten door demonstranten van de campagne 'Oekraïne zonder Koetsjma'. |
| 2003      | 11 mrt.                    | Europese Commissie neemt mededeling aan over bredere Europese nabuurschappen, waarin de strategie voor het buitenlands beleid wordt geschetst voor landen die grenzen delen met de EU na de uitbreiding ervan in 2004. |
| 2003      | 11 jul.                    | Gezamenlijke Pools-Oekraïense herdenking van de 60ste verjaardag van de Wreedheden in Wolynië. |
| 2003      | 19 sep.                    | Overeenkomst over de voorgestelde oprichting van een gemeenschappelijke economische ruimte door Wit-Rusland, Kazachstan, Rusland en Oekraïne. |
| 2004      | 31 okt.                    | Relschoppers verhinderen het blok van Viktor Joesjtsjenko, Ons Oekraïne, van het houden van een rally in Donetsk. |
| 2003      | 10 nov.                    | Zesentwintig VN lidstaten zijn medesponsor van de herdenking van de hongersnood van 1932-1933. |
| 2003      | 24 nov.                    | Door ongrondwettelijk handopsteken keurt de Verchovna Rada de wet van co-auteurs Viktor Medvedtsjoek en Petro Symonenko goed die het parlement het recht geeft om de president van Oekraïne te kiezen. |
| 2004      | 3 feb.                     | Na protesten van afgevaardigden en kritiek van de Parlementaire Vergadering van de Raad van Europa, trekt de Verchovna Rada het recht van het parlement om de president van Oekraïne te kiezen weer in. |
| 2004      | 3 mrt.                     | Radio Kontynent, de Kiev-locatie van Radio Free Europe/Radio Liberty, wordt abrupt gesloten door de Oekraïense autoriteiten. |
| 2004      | 9 mrt.                     | Massademonstratie voor vrijheid van de pers gehouden in Kiev; Viktor Joesjtsjenko en Joelia Tymosjenko spreken de menigte toe. |
| 2004      | 19 mrt.                    | VR keurt wet op presidentsverkiezingen goed en legt bestedingslimieten en het verkorten van de campagneduur op. |
| 2004      | 15 apr.                    | Ernest Nuser uitgeroepen tot burgemeester van Moekatsjevo na verkiezingen gekenmerkt door intimidatie en fraude. |
| 2004      | 28 mei                     | Ernest Nuser treedt af als burgemeester van Moekatsjevo, onder vermelding van bedreigingen tegen zichzelf en zijn gezin. |
| 2004      | 14 jun.                    | Grote staalproducent Kryvorizhstal verkocht aan consortium onder leiding van Rinat Achmetov en Viktor Pintsjoek te midden van beschuldigingen dat buitenlandse bieders waren uitgesloten. |
| 2004      | 4 jul.                     | Viktor Joesjtsjenko kondigt zijn presidentiële kandidatuur in Kiev aan voor een menigte van bijna 50.000. |
| 2004      | sep.                       | Tijdens de verkiezingscampagne wordt oppositie-kandidaat Viktor Joesjtsjenko vergiftigd en Rusland beschuldigd van betrokkenheid. |
| 2004      | 31 okt.                    | Eerste stemronde bij presidentsverkiezingen. Centrale Kiescommissie kondigt pluraliteit aan voor Joesjtsjenko (39,87%). |
| 2004      | 21 nov.                    | Tweede ronde tussen Joesjtsjenko en Viktor Janoekovytsj. Massale electorale verkiezingsfraude gemeld door verkiezingswaarmemers; Joesjtsjenko-kamp roept op tot nationale staking. |
| 2004      | 22 nov.                    | Begin Oranje Revolutie. Enorme menigten verzamelen zich in het centrum van Kiev om te protesteren tegen de verkiezingsfraude. Bezetting van Chresjtsjatyk en het Onafhankelijkheidsplein door demonstranten. Pro-Joesjtsjenko-demonstraties in andere steden en dorpen. |
| 2004      | 24 nov.                    | Centrale Kiescommissie kondigt overwinning aan voor Janoekovytsj (49,46% tegen Joesjtsjenko's 46,61%). Demonstranten hekelen het resultaat als frauduleus en weigeren uit elkaar te gaan. Grote westerse regeringen weigeren de resultaten te accepteren. President Vladimir Poetin van Rusland feliciteert Janoekovytsj met de overwinning na de bekendmaking van de resultaten. |
| 2004      | 26 nov.                    | Europese bemiddelaars, geleid door Javier Solana (EU-hoofd buitenlands en veiligheidsbeleid) en president Aleksander Kwaśniewski van Polen, ontmoeten Koetsjma, Janoekovytsj en Joesjtsjenko. Ontwerpakkoord over grondwetshervorming goedgekeurd. |
| 2004      | 3 dec.                     | Het Hooggerechtshof bevestigt unaniem het beroep van Joesjtsjenko tegen verkiezingsfraude en decreteert de herhaling van de tweede ronde. |
| 2004      | 8 dec.                     | VR keurt wijzigingen in de kieswet goed die bedoeld zijn om fraude tegen te gaan; keurt constitutionele hervormingen goed die de presidentiële bevoegdheden verminderen en die van de premier vergroten. |
| 2004      | 26 dec.                    | Tweede ronde verkiezing herhaald onder nauwkeurig toezicht van ongekende aantallen waarnemers. Joesjtsjenko wint 51,99% van de stemmen; Janoekovytsj pakt 44,20%(resultaten officieel bekend gemaakt op 10 januari 2005). |
| 2005      | 23 jan.                    | Viktor Joesjtsjenko ingehuldigd als derde president van onafhankelijk Oekraïne. |
| 2005      | 4 feb.                     | Joelia Tymosjenko benoemd tot premier. |
| 2005      | 8 sep.                     | Machtsstrijd leidt tot het ontslag van premier Timosjenko en de secretaris van de Nationale Veiligheids- en Defensieraad, Petro Porosjenko. |
| 2005      | 22 sep.                    | Regering van premier Joeri Jechanoerov. |
| 2006      | jan.                       | Gasconflict tussen Oekraïne en Rusland. |
| 2006      | 26 mrt.                    | Verkiezingen voor Verchovna Rada, Partij van de Regio's krijgt het grootste aantal stemmen. |
| 2006      | 4 aug.                     | Viktor Janoekovytsj wordt opnieuw premier van Oekraïne. |
| 2006      | 28 nov.                    | VR keurt wet goed die de hongersnood van 1932-1933 in Oekraïne (Holodomor) verklaart als genocide op het Oekraïense volk. |
| 2007      | 18 apr.                    | Oekraïne en Polen gekozen als gezamenlijke gastheer van de UEFA Euro 2012. |
| 2007      | apr.-jun.                  | Constitutionele crisis, aangezien president Viktor Joesjtsjenko drie decreten uitvaardigt waarin de Verchovna Rada wordt ontbonden. |
| 2007      | 30 sep.                    | Vervroegde verkiezingen voor VR, nieuwe Oranje coalitie wordt gevormd na lange onderhandelingen. |
| 2007      | 2 okt.                     | Joesjtsjenko kent Roman Sjoechevytsj de titel Held van Oekraïne toe. |
| 2007      | 18 dec.                    | Tweede regering van premier Joelia Timosjenko. |
| 2008      | 3 apr.                     | Op de Top van Boekarest in 2008 proberen Oekraïne en Georgië lid te worden van de NAVO. De NAVO weigerde uiteindelijk om Oekraïne en Georgië MAP's aan te bieden, maar in de slotconclusie van de top verklaarde de Duitse bondskanselier Angela Merkel: 'De NAVO verwelkomt de Euro-Atlantische ambities van Oekraïne en Georgië om lid te worden van de NAVO. We zijn vandaag overeengekomen dat deze landen lid zullen worden van de NAVO'. Poetin uitte krachtig verzet tegen de toetredingsbiedingen van Georgië en Oekraïne tot de NAVO. Russische leiders bestempelden een eventuele uitbreiding als een schending van de informele garanties van de westerse mogendheden dat de NAVO haar grenzen niet naar het oosten zou verleggen. |
| 2008      | 16 mei                     | Oekraïne wordt lid van de Wereldhandelsorganisatie (WTO). |
| 2008      | 8 nov.                     | Het Internationaal Monetair Fonds (IMF) keurt een lening van 16,4 miljard dollar goed voor Oekraïne. |
| 2009      | jan.                       | Tweede grote gasconflict tussen Oekraïne en Rusland, gasleveringen aan Oekraïne en doorvoer van Russisch gas via Oekraïne naar veel Europese landen worden getroffen. |
| 2009      | 19 jan.                    | In Moskou wordt een tienjarig gascontract getekend, dat door premier Joelia Timosjenko en de Russische president Vladimir Poetin werd nagestreefd. |
| 2010      | 17 jan.                    | Eerste stemronde bij presidentsverkiezingen. Viktor Janoekovytsj met 35,32% van de stemmen en Joelia Timosjenko met 25,05% van de stemmen gaan naar de tweede ronde. Viktor Joesjtsjenko staat op de vijfde plaats met 5,45%. vijfde plaats met 5,45%. |
| 2010      | 22 jan.                    | President Joesjtsjenko kent Stepan Bandera de titel Held van Oekraïne toe. |
| 2010      | 7 feb.                     | Tweede stemronde bij presidentsverkiezingen, Janoekovytsj ontvangt 48,95% van de stemmen en verslaat Timosjenko, die 45,47% kreeg, met een kleine marge. |
| 2010      | 25 feb.                    | Janoekovytsj wordt ingehuldigd als vierde president van onafhankelijk Oekraïne; Timosjenko weigert toe te geven. |
| 2010      | 3 mrt.                     | Timosjenko-regering verliest vertrouwensstemming in Verchovna Rada. |
| 2010      | 11 mrt.                    | Regering van premier Mykola Azarov. |
| 2010      | apr.                       | Administratief circuit Donetsk. De rechtbank oordeelt dat de decreten van Joesjtsjenko waarbij Stepan Bandera en Roman Sjoechevytsj de titels van Held van Oekraïne toegekend krijgen, onwettig zijn. |
| 2010      | 21 apr.                    | De Oekraïense president Janoekovytsj en de Russische premier Dmitri Medvedev ondertekenen in Charkov een gasprijsovereenkomst in ruil voor verlenging van de huurovereenkomst voor de Russische marine in een haven aan de Zwarte Zee op het Oekraïense schiereiland de Krim. |
| 2010      | jun.                       | Het parlement stemt om de ambities van het NAVO-lidmaatschap op te geven. |
| 2010      | 11 aug.                    | IMF keurt lening van 15,1 miljard dollar voor Oekraïne goed. |
| 2010      | 1 okt.                     | Het Grondwettelijk Hof vernietigt de politieke hervorming van 2004 en herstelt de Grondwet van 1996. |
| 2010      | 31 okt.                    | Er worden lokale verkiezingen gehouden. |
| 2011      | mrt.                       | Voormalig president Leonid Koetsjma aangeklaagd wegens zijn vermeende betrokkenheid bij de moord op journalist Georgi Gongadze in 2000. |
| 2011      | 11 okt.                    | Voormalig premier Joelia Tymosjenko veroordeeld tot zeven jaar gevangenisstraf wegens vermeend machtsmisbruik over een gasdeal met Rusland in 2009. |
| 2011      | dec.                       | De onderhandelingen over de associatieovereenkomst tussen de Europese Unie en Oekraïne zijn afgerond. |
| 2012      | 27 apr.                    | Vier explosies in Dnipropetrovsk verwonden 30 mensen. |
| 2012      | apr.-mei                   | Leiders van veel westerse landen dreigen het EK 2012 te boycotten en Oekraïne en de ratificatie van Associatieovereenkomst tussen de Europese Unie en Oekraïne op te schorten om de zaak Joelia Timosjenko. |
| 2012      | mei                        | Oekraïne houdt een top van leiders van Midden- en Oost-Europese landen in Jalta, nadat een aantal van hen weigerde aanwezig te zijn uit protest tegen de Timosjenko-zaak. |
| 2012      | 8 jun.-1 jul.              | Oekraïne en Polen organiseren Euro 2012. |
| 2012      | 3 jul.                     | Wet die Russische en andere talen gesproken door etnische minderheden officiële status op regionaal en lokaal niveau geeft, aangenomen door Verchovna Rada. |
| 2012      | jul.-aug.                  | Russisch krijgt de status van regionale taal in veel regio's van Oost- en Zuid-Oekraïne. |
| 2012      | 28 okt.                    | Verkiezingen voor VR. |
| 2013      | nov.                       | President Janoekovytsj besluit om de associatieovereenkomst tussen de Europese Unie en Oekraïne in heroverweging te nemen, terwijl in februari 2013 de Verchovna Rada met een overweldigende meerderheid voor een overeenkomst met de Europese Unie (EU) had gestemd. In plaats daarvan neigde Janoekovytsj naar nauwere banden met Rusland, die Oekraïne onder druk zette om de EU-deal te weigeren, en lid te worden van de Euraziatische Economische Unie (EEU). |
| 2013-2014 | 21 nov. 2013-23-feb 2014   | Begin massale Euromaidan protesten op het Maidan-plein in Kiev. Demonstranten gaan de straat op om te protesteren tegen het plotselinge besluit om af te zien van de EU-deal. Poetin beschuldigt het Westen van het aanzetten tot en ondersteunen van de protesten. |
| 2014      | 18-23 feb.                 | De Revolutie van de Waardigheid aansluitend op de Euromaidan-protesten. De dodelijkste confrontaties tussen demonstranten en binnenlandse troepen in de Oekraïense hoofdstad Kiev, op 18 en 20 februari, worden gezien als de meest gewelddadige sinds de onafhankelijkheid van Oekraïne en leiden tot de dood van 103 demonstranten en 13 politieagenten, en de verwonding van vele anderen. De revolutie resulterend in de afzetting van (de naar Rusland gevluchte) president Viktor Janoekovytsj en de omverwerping van de Oekraïense regering. |
| 2014      | 20 feb.                    | Op 20 februari 2014, tijdens een bezoek aan Moskou, verklaart Vladimir Konstantinov, voorzitter van de Hoge Raad van de Krim, dat de overdracht van de Krim in 1954 van de Russische Socialistische Federatieve Sovjetrepubliek naar de Oekraïense Socialistische Sovjetrepubliek een vergissing was geweest. Rusland begint met de annexatie van de Krim. Begin Russisch-Oekraïense Oorlog. |
| 2014      | 27 feb.                    | Russische troepen zonder insignes beginnen hun opmars naar de Krim. Ze nemen strategische posities, waarna ze het Krim-parlement in de regionale hoofdstad Simferopol veroveren en de Russische vlag hijsen. Twee vliegvelden bij Simferopol en Sebastopol worden bezet door Russische militairen. Ook het gebouw van de Oekraïense staatstelevisie in Simferopol wordt door een pro-Russische militie of Russische militairen bezet. De acties waren volgens Poetin bedoeld om de etnische Russen te beschermen en de positie aan de Zwarte Zee te behouden. De Veiligheidsraad van de Verenigde Naties komt naar aanleiding van deze gebeurtenissen bijeen in New York.                                                                     |
| 2014      | mrt.                       | Moskou annexeert de Krim na een referendum van 16 maart waaruit, volgens Rusland, op de Krim overweldigende steun blijkt voor toetreding tot Rusland. Het leidt tot de grootste confrontatie tussen Oost en West sinds de Koude Oorlog. De VS en de Europese Unie leggen Rusland steeds strengere sancties op. |
| 2014      | 6 apr.                     | Pro-Russische gewapende groepen veroveren delen van de oblasten Donetsk en Loehansk in de Donbas aan de Russische grens. De regering lanceert als reactie een militaire operatie. Begin Oorlog in Oost Oekraïne. De gevechten breken uit en gaan sporadisch door tot in 2022, ondanks frequente wapenstilstanden. |
| 2014      | mei                        | Vooraanstaand, pro-westerse miljardair en zakenman Petro Porosjenko wint presidentsverkiezingen op een pro-westers platform. |
| 2014      | 12 mei.                    | Pro-Russische separatisten in de oostelijke Donbas-regio van Oekraïne verklaren de onafhankelijkheid en stichtten de zelfverklaarde volksrepublieken Donetsk en Loegansk. |
| 2014      | 17 jul.                    | Een raket haalt passagiersvliegtuig MH17 neer boven Oost-Oekraïne op weg van Amsterdam naar Kuala Lumpur, waarbij alle 298 mensen aan boord om het leven komen. Onderzoekers traceren het gebruikte wapen naar Rusland, dat betrokkenheid ontkent. |
| 2015      | feb.                       | Duitsland en Frankrijk sluiten een nieuwe Donbas-deal tijdens besprekingen in Wit-Rusland, wat resulteert in een zwak staakt-het-vuren. |
| 2016      |                            | Economie keert terug naar fragiele groei na twee jaar van onrust. |
| 2017      |                            | President Petro Porosjenko sluit een associatieovereenkomst met de EU over vrijhandel in goederen en diensten. Oekraïners krijgen ook het recht op visumvrij reizen naar de EU. De associatieovereenkomst van Oekraïne met de Europese Unie wordt door alle ondertekenaars geratificeerd en treedt op 1 september in werking. |
| 2018      | mei                        | De Russische president Poetin opent officieel een brug die Zuid-Rusland met de Krim verbindt, een actie die Oekraïne illegaal noemt. |
| 2018      | okt.                       | Het Oecumenisch patriarchaat van Constantinopel staat Oekraïne toe zijn eigen orthodoxe kerk op te richten, onafhankelijk van Russisch kerkelijk toezicht. |
| 2019      | apr-jul                    | Televisiekomiek Volodymyr Zelensky wint de tweede ronde van de presidentsverkiezingen in een verpletterende overwinning op de zittende Petro Porosjenko op basis van beloften om de endemische corruptie aan te pakken en de oorlog in Oost-Oekraïne te beëindigen. Hij treedt aan in mei en zijn Dienaar van het Volk-partij wint in juli de vervroegde parlementsverkiezingen. |
| 2019      | aug.                       | Het Parlement benoemt de assistent van president Zelensky, Oleksi Hontsjaroek, tot premier. |
| 2019      | sep.                       | Rusland en Oekraïne wisselen gevangenen uit die zijn gevangengenomen in de nasleep van de inbeslagname van de Krim door Moskou en de interventie in de Donbas. |
| 2019      | okt.                       | Oekraïne raakt verwikkeld in een afzettingsprocedure in de VS over beschuldigingen van president Trump die probeert het land onder druk te zetten bij het onderzoeken van een mogelijke rivaal van de Democratische president, Joe Biden. |
| 2020      | mrt.                       | President Zelensky benoemt voormalig zakenman Denys Sjmyhal tot premier met een mandaat om de industriële heropleving te stimuleren en de belastinginkomsten te verbeteren. |
| 2021      | jan.                       | Zelensky doet in januari een beroep op de Amerikaanse president Joe Biden om Oekraïne toe te laten tot de NAVO. |
| 2021      | mrt.                       | Rusland verzamelt troepen in de buurt van de Oekraïense grenzen. |
| 2021      | dec.                       | Rusland stelt gedetailleerde veiligheidseisen voor, waaronder een juridisch bindende garantie dat de NAVO elke militaire activiteit in Oost-Europa en Oekraïne zal opgeven. Als reactie herhaalt de NAVO haar inzet voor haar "open-deur"-beleid en biedt tegelijkertijd "pragmatische" discussies aan over de veiligheidszorgen van Moskou. |
| 2022      | 21 feb.                    | In een televisietoespraak zegt Poetin dat Oekraïne een integraal onderdeel is van de Russische geschiedenis, nooit een geschiedenis van echte staat heeft gehad, wordt bestuurd door buitenlandse mogendheden en een marionettenregime heeft. Poetin tekent overeenkomsten om de zelfverklaarde volksrepublieken Donetsk en Loegansk in Oost-Oekraïne als onafhankelijk te erkennen en beveelt daar Russische troepen. Het Westen legt Rusland meer economische sancties op. |
| 2022      | 24 feb.                    | Poetin verklaart de oorlog in een televisietoespraak en lanceert een drieledige invasie, gericht op Oekraïense troepen en luchtbases met raketten en artillerie en aanvallen op gebieden in steden. Terwijl tienduizenden mensen hun huizen ontvluchten, beveelt Zelensky een algehele mobilisatie. |
| 2022      | 23 jun.                    | Oekraïne krijgt officieel de status van kandidaat-lidstaat voor toetreding tot de Europese Unie (EU). |